# Skyler Page
Skyler Dale Page (13 de Outubro de 1989) é um animador e dublador americano. Ele é mais conhecido como o criador da série do Cartoon Network Clarence, bem como um artista de storyboard na série Adventure Time .

## Carreira
Page é graduado do California Institute of the Arts. Ele criou dois curtas-metragens intituladas Crater Face e Girl Wallet. [1] [2] Transformou-se então um escritor e um artista do storyboard e um revisionist para Adventure Time da série do Cartoon Network e o Forte secreto da montanha impressionante.
Page é o criador do desenho animado Clarence, onde também expressou o personagem epônimo. A ideia para a série foi concebida por Page, juntamente com o diretor criativo Nelson Boles, enquanto eles ainda eram estudantes na CalArts. O conceito foi posto em uma consideração mais adicional em cima de Page que aterra um trabalho no estúdio. [4] O episódio piloto da série ganhou a página uma nomeação para um prêmio de Emmy das artes criativas na cerimónia 65th Primetime das artes criativas Emmy Awards, hospedada setembro em 15, 2013. [5]
Em julho de 2014, Page foi demitido do programa devido a assédio sexual a uma funcionaria. Um porta-voz da Cartoon Network confirmou à BuzzFeed que "a Skyler Page já não é um funcionário da Cartoon Network Studios". [6] Spencer Rothbell, um dos escritores do show, começou a voz Clarence para o restante da primeira temporada